# Pandoro
Pandoro (v češtině znamená zlatý chléb) je sladký italský chléb. Společně s bábovkou panettone patří mezi nejoblíbenější italské moučníky. Jméno pandoro nese kvůli své zlaté barvě, která je zbůsobena množstvím žloutků.
Na rozdíl od panettone neobsahuje pandoro žádné rozinky ani kandované ovoce a jeho příprava nevyžaduje několik dní. Pandoro má formu ve tvaru osmicípé hvězdy. Po upečení se sype cukrem, čímž připomíná zasněžený vrchol hory.

## Historie
Jako vynálezce pandora je brán italský cukrář Domenico Melegatti z Verony, který si ho nechal dne 14. října 1884 patentovat. Autorem formy ve tvaru osmicípné hvězdy je italský impresionistický malíř Angelo Dall'Oca.